# سرعة تدفق
سرعة التدفق في علم ميكانيكا المتصل تُعتبر سرعة مجهرية، كما أن سرعة التدفق أو كما تُعرف بسرعة الإنزلاق في علم الكهرومغناطيسية هو مجال اتجاهي أو اشعاعي والذي يتم إستخدامه رياضيًا لوصف حركة مائع متصلة.
وسرعة المائع تكون هي طول متجه سرعة التدفق ويكون مركبة قياسية.

## التعريف
كما تمت الإشارة من قبل فإن سرعة التدفق u لمائع تُعد مجالًا اتجهايًا، ويتم تحديدها بالعلاقة الآتية:
{\displaystyle \mathbf {u} =\mathbf {u} (\mathbf {x} ,t)}
حيث تُعطي تلك العلاقة سرعة عنصر ما في المائع عند النقطة{\displaystyle \mathbf {x} \,} وزمن {\displaystyle t\,}.
وسرعة التدفق q هي طول متجه سرعة التدفق ، ويُعطي بالعلاقة:
{\displaystyle q=||\mathbf {u} ||}
وسرعة التدفق q هي مجال قياسي.

## الاستخدام
يتم اإستخدام سرعة التدفق لمائع ما لوصف كل شئ عن حركة المائع بدقة شديد.
كما أن خصائص فيزيائية كثيرة للمائع من المكن التعبير عنها رياضيًا بدلالة سرعة التدفق، وهناك بعض الأمثلة الشائعة مثل:

### السريان الثابت
يتم تحديد إذا كان السريان لمائع ما بأنه ثابت إذا كانت سرعة التدفق {\displaystyle \mathbf {u} } لا تتغير بتغير الزمن، وهذا يتم التعبير عنه بالعلاقة الرياضية الآتية:
{\displaystyle {\frac {\partial \mathbf {u} }{\partial t}}=0.}

### تدفق غير انضغاطي
عندما يكون المائع غير قابل للانضغاط يكون التباعد في سرعة التدفق {\displaystyle \mathbf {u} } بصفر:
{\displaystyle \nabla \cdot \mathbf {u} =0.}
وهذا يعنى أن {\displaystyle \mathbf {u} } متجه تباعده صفرًا علي كل نقاطه.

### تدفق غير دوارني
يكون التدفق غير دوراني إذا كان التدور (وهو ما يصف دورانية حقل متجهي ثلاثى الأبعاد) لسرعة التدفق {\displaystyle \mathbf {u} } يساوي صفرًا:
{\displaystyle \nabla \times \mathbf {u} =0.}
وهذا يعنى يحدث عندما تكون السرعة {\displaystyle \mathbf {u} } مجال اتجاهي غير دوراني.
ويمكن وصف التدفق الغير دوار كسريان كامن من خلال استخدام السرعة الكامنة {\displaystyle \Phi ,} مع {\displaystyle \mathbf {u} =\nabla \Phi .}.
أما إذا كان التدفق غير دوراني وغير انضغاطي أيضًا فإن معامل لابلس للسرعة الكامنة يجب أن يساوي صفرًا:{\displaystyle \Delta \Phi =0.}

### الدوامية
دوامية {\displaystyle \omega } مائع يتم تحديدها بدلالة سرعة تدفق ذلك المائع من خلال العلاقة:
{\displaystyle \omega =\nabla \times \mathbf {u} .}
وتكون الدوامية للمائع الغير دوراني مساويًة للصفر.

## السرعة الكامنة
إذا كان التدفق الغير دوراني يشغل منطقة متصلة للمائع فإنه يكون هناك مجال قياسي {\displaystyle \phi } أي:
{\displaystyle \mathbf {u} =\nabla \mathbf {\phi } }
والمجال القياسي {\displaystyle \phi } يُسمي بالسرعة الكامنة للتدفق.